# Vattenplask
"Vattenplask" är en dikt av Viktor Rydberg. Den publicerades första gången år 1863. Särskilt den om det uppväxande släktet rätt pessimistiska slutstrofen ("vi ana furstar där barn vi blicke, men vuxna kungar vi finna icke") har ofta blivit citerad.